# Insider Inc.
Insider Inc. (precedentemente Business Insider Inc.) è una società di media online americana nota per la pubblicazione di Business Insider e di altri siti web di media. È una sussidiaria dell'editore tedesco Axel Springer SE, il più grande in Europa.

## Storia
Business Insider è stato fondato nel 2007 da Henry Blodget e Kevin P. Ryan.  Nel 2013, Jeff Bezos guidò un'iniziativa per raccogliere 5 milioni di $ per Business Insider Inc. attraverso la sua società di investimenti Bezos Expeditions. Il 29 settembre 2015, Axel Springer SE annunciò di aver acquisito l'88% delle quote di Business Insider Inc. per una somma di $343 milioni (circa €306 milioni). Dopo l'acquisizione, Axel Springer SE deteneva circa il 97% delle quote, mentre Jeff Bezos manteneva il restante 3% attraverso Bezos Expeditions.
Il nome di Business Insider Inc. è stato cambiato in Insider Inc. nel dicembre 2017, quando l'azienda pianificava di diventare un editore di notizie di interesse generale. Nicholas Carlson è il caporedattore globale di Insider. Nel gennaio 2018, la società trasferì la sua sede globale a New York dal Flatiron District al Financial District. Nel marzo 2018, lanciò la sua prima campagna pubblicitaria con lo slogan "Get in." A luglio 2018, l'azienda iniziò a utilizzare le Digital Content Ratings di Nielsen Holdings per misurare il suo pubblico video digitale.

## Siti web

### Business InsidereTech Insider
Business Insider è la pubblicazione originale di Insider Inc., focalizzata su notizie finanziarie e commerciali. Il sito web Tech Insider è nato originariamente come sito web di notizie autonomo incentrato sulla tecnologia nel 2015, ma alla fine è stato incorporato in una sezione di Business Insider.

### Insider
Nel 2015, Business Insider ha iniziato a stabilire una presenza sui social media su Twitter e Facebook per Insider, il suo sito di notizie generali paragonabile a BuzzFeed. Il sito web Insider.com è stato lanciato nel maggio 2016 e si concentra su articoli e video di notizie e stile di vita.

### Markets Insider
Nell'ottobre 2016, Business Insider ha avviato Markets Insider, un servizio di dati e notizie di mercato focalizzato a livello globale. I dati sono forniti dal portale finanziario tedesco Finanzen.net, un'altra holding di Axel Springer.

### Insider Reviews
Nel 2015, la società ha lanciato Insider Picks, il precursore di quello che oggi è Insider Reviews, per aiutare gli acquirenti a orientarsi nel complesso settore della vendita al dettaglio e a prendere le migliori decisioni di acquisto.